# Geneclio di Cartagine
Geneclio, noto anche come Genetlio, (IV secolo – Cartagine, 7 maggio 390/393) è stato vescovo di Cartagine sul finire del IV secolo.

## Biografia
Sono poche le informazioni biografiche sulla sua vita.
Geneclio presiedette il concilio della Chiesa d'Africa riunito a Cartagine nel 390, assistito da Vittore di Abziri e da Vittore di Pupiana. Nel discorso d'apertura del concilio, Geneclio si felicitò per il gran numero di vescovi presenti e richiamò la necessità di diffondere la dottrina trinitaria conformemente all'ortodossia e alla tradizione. Nello stesso discorso, il vescovo di Cartagine ricordò un precedente concilio da lui presieduto, di cui tuttavia non se ne conoscono i contenuti, in assenza degli atti conciliari. Tra i vari canoni approvati durante il concilio del 390, Geneclio intervenne direttamente nella proposizione del canone 4, che autorizza un prete a procedere alla riconciliazione dei penitenti in pericolo di morte, nei casi in cui il vescovo ne sia impedito oppure quando abbia concesso al sacerdote il permesso di assolvere.
Secondo la testimonianza di sant'Agostino d'Ippona, Geneclio, di «santa memoria», assunse un atteggiamento conciliante nei confronti dei donatisti, arrivando ad annullare una disposizione a loro sfavorevole e a vietarne l'applicazione.
Secondo Morcelli, Geneclio avrebbe inviato Felice e Numidio come suoi delegati al concilio di Aquileia celebrato nel 381. Questa informazione è ripresa da Toulotte, ma è ignorata da Mesnage e soprattutto dalla Prosopographie de l'Afrique chrétienne di André Mandouze.
Geneclio morì prima dell'8 ottobre 393, giorno in cui si aprì il concilio cartaginese presieduto dal suo successore Aurelio. Secondo il Calendario cartaginese, Geneclio morì il giorno delle none di maggio, ossia il 7 maggio, presumibilmente di un anno compreso tra il 390 e il 393.